# Mojoagung (Ngantru)
Mojoagung is een bestuurslaag in het regentschap Tulungagung van de provincie Oost-Java, Indonesië. Mojoagung telt 1760 inwoners (volkstelling 2010).